# The Backrooms

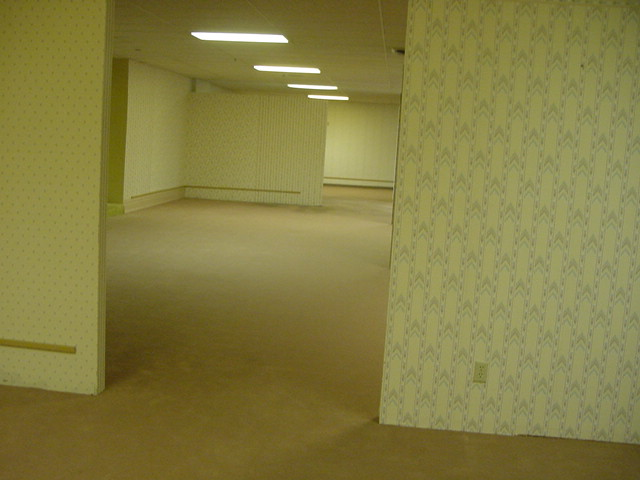
Zdjęcie pierwotnie opublikowanie na portalu 4chan

The Backrooms (pol. zaplecza) – fikcyjna lokalizacja wykreowana przez użytkowników 4chana w 2019. Jeden z najbardziej znanych przykładów estetyki przestrzeni liminalnych. Backrooms są zwykle przedstawiane jako niemożliwie duża, pozawymiarowa przestrzeń pustych pomieszczeń, do której można się dostać, opuszczając („zno-clipować”) rzeczywistość.

## Historia
W latach 2011–2018 na różnych forach publikowano zdjęcie dużego, wyłożonego wykładziną pokoju z świetlówkami i ściankami działowymi. 12 maja 2019 anonimowy użytkownik rozpoczął tą samą fotografią wątek na 4chanie w dziale /x/, prosząc innych użytkowników o „publikowanie niepokojących obrazów, które wydają się po prostu »dziwne«”.
Inny użytkownik odpowiedział na ten post, tworząc pierwszy opis Backrooms:

Jeśli będziesz nierozważny i przenikniesz przez rzeczywistość w złym miejscu, znajdziesz się w Backrooms. Nie ma tam nic prócz starego, wilgotnego dywanu, szaleńczego żółtego koloru, niekończącego się hałasu lamp fluorescencyjnych szumiących głośno i nieprzerwanie oraz sześciuset milionów mil kwadratowych losowo rozmieszczonych segmentów pustych pokoi, w których łatwo można się pogubić. Boże, miej litość, jeśli usłyszysz coś wędrującego obok, ponieważ to jasne jak cholera, że to Cię zauważyło…

### Wzrost popularności

Niektóre historie o Backrooms zawierają wątki o zamieszkujących je istotach.

Kilka dni po ukazaniu się oryginalnej creepypasty, użytkownicy zaczęli dzielić się historiami o Backrooms na Reddicie, w takich subredditach jak r/creepypasta i późniejszy r/backrooms. Wokół całej koncepcji zaczęła rozwijać się grupa fanów, a twórcy rozszerzyli oryginalną wersję creepypasty, tworząc dodatkowe piętra („poziomy”) i byty, które je zamieszkują. I tak np. Poziom 1 wyróżnia się architekturą przemysłową, a Poziom 2, ciemno oświetlonymi długimi tunelami serwisowymi, przy czym oryginalna wersja nosiła nazwę Poziom 0.
Wraz z tworzeniem nowych poziomów w r/backrooms, fani, którzy preferowali oryginalne Backrooms, oddzielili się od fandomu. Użytkownik Reddita o nazwie Litbeep stworzył kolejny subreddit o nazwie r/TrueBackrooms, skupiający się wyłącznie na pierwotnej wersji. ABC News stwierdziło, że w przeciwieństwie do fandomów otaczających istniejące koncepcje, brak kanonicznego Backrooms utrudniał „przeprowadzenie granicy między autentycznym opowiadaniem historii a żartami”. Do marca 2022 r/backrooms miało ponad 157 000 członków.
Fandom stopniowo rozszerzał się na inne platformy dzięki zamieszczaniu filmów na Twitterze i TikToku. Powstały wiki poświęcone historii Backrooms, hostowane na Fandomie i Wikidot, które prowadzone są również w języku polskim. Dan Erickson, twórca serialu telewizyjnego Rozdzielenie (2022), wymienił Backrooms jako jedną ze swoich wielu inspiracji podczas pracy nad serialem.

### Pochodzenie zdjęcia
Aż do 2024 pochodzenie oryginalnego obrazu Backrooms nie było powszechnie znane. W maju 2024 użytkownik X stwierdził, że jego znajomy odkrył pochodzenie zdjęcia. Był to wynik wspólnych wysiłków społeczności Discordowej poświęconej Backrooms, która znalazła je za pomocą Wayback Machine na zarchiwizowanej stronie internetowej z marca 2003.
Odkryto, że zdjęcie zostało zrobione podczas renowacji „dawnego sklepu meblowego” Rohner's Home Furnishings w Wisconsin. Przez większą część XX wieku sklep zajmował lokale przy Oregon Street 807 i 811 w Oshkosh. W 1994 lokal przy Oregon Street 807 został przejęty przez nowego najemcę, amerykański sklep hobbystyczny o nazwie HobbyTown.
W 2002 drugie piętro sklepu przeszło renowację. 12 czerwca 2002 postęp prac został sfotografowany aparatem Sony Cyber-shot, a 2 marca 2003 ujęcia wnętrz zamieszczono na blogu oddziału w Oshkosh. Jedna z fotografii przedstawia wyłożone wykładziną, otwarte pomieszczenie z żółtą tapetą i oświetleniem fluorescencyjnym. Przesłana z nazwą pliku „Dsc00161.jpg”, to właśnie ona stanowiła inspirację do wykreowania Backrooms. Zdjęcie opisano jako widok na „pokój wschodni (owalnu)”. Wpis na blogu opisywał również rozległe szkody wyrządzone przez wodę, które wymagały oczyszczenia pomieszczenia. Od tego czasu HobbyTown przekształciło obiekt w tor wyścigowy samochodów sterowanych radiem o nazwie Revolution Racing, a oryginalny układ pomieszczenia usunięto.

## Adaptacje

### YouTube
W styczniu 2022 w serwisie YouTube opublikowano krótkometrażowy horror zatytułowany The Backrooms (Found Footage). Stworzony przez 16-letniego wówczas Kane'a Parsonsa z Północnej Kalifornii, znanego w Internecie jako Kane Pixels. Film jest stylizowany na nagranie VHS mężczyzny, który przypadkowo trafia do Backrooms w latach 90., gdzie musi uciekać przed potworem. Parsons użył oprogramowania Blender i Adobe After Effects, aby stworzyć środowisko Backrooms, a jego ukończenie zajęło mu miesiąc. Opisał Backrooms jako przejaw źle zapamiętanych wspomnień z końca lat 90. i początku XXI wieku. Do września 2024 film ma ponad 61 milionów wyświetleń.
Krótki film został pochwalony przez fandom i otrzymał pozytywne recenzje od krytyków. W radiu WPST nazwano go „najstraszniejszym filmem w Internecie”. Magazyn „Otaku USA” sklasyfikował go jako horror analogowy, podczas gdy portal Dread Central i Nerdist porównały go do gry wideo Control z 2019. Kotaku pochwalił serię za powściągliwość w horrorze i wyjawianiu tajemnicy. Rob Beschizza z Boing Boing przewidział, że Backrooms, podobnie jak creepypasta Slender Man i jego nieudana adaptacja filmowa z 2018, zostaną ostatecznie zaadaptowane na „zgrabny, ale ponury 2-godzinny film hollywoodzki”.
Rozszerzając serię do szesnastu krótkich metraży, Parsons wprowadził elementy fabuły, takie jak Async, organizacja, która w latach 80. otworzyła portal do Backrooms i prowadziła w nim badania. Serial internetowy łącznie zgromadziła ponad 100 milionów wyświetleń. Przypisuje się mu również wyprowadzenie Backrooms do głównego nurtu Internetu, a w efekcie wzrost ilości treści powiązanych z tym tematem, szczególnie na YouTube. Za swoje krótkie metraże Parsons otrzymał nagrodę Creator Honors na Streamy Awards 2022 od The Game Theorists.

### Adaptacja filmowa
6 lutego 2023 wytwórnia A24 ogłosiła, że pracuje nad adaptacją filmową Backrooms opartą na filmach Parsonsa, natomiast sam Parsons będzie reżyserem. Scenarzystą ma być Roberto Patino, a James Wan, Michael Clear, Shawn Levy, Dan Cohen i Dan Levine producentami.

### Gry wideo
Backrooms zostało zaadaptowane do licznych gier wideo, w tym na platformy Steam i Roblox. Dwa miesiące po oryginalnej creepypaście Pie on a Plate Productions wydało niezależną grę, którą pozytywnie oceniono za atmosferę, ale skrytykowana za swój niewielki czas gry. Wiele innych, takich jak Enter the Backrooms, Noclipped i The Backrooms Project, zostało wydanych w kolejnych latach. Kooperacyjny tryb wieloosobowy Escape the Backrooms od Fancy Games został doceniony przez Bloody Disgusting za poszerzenie historii świata, podczas gdy The Backrooms 1998 (obie z 2022), psychologiczna gra survival horror wydana niezależnie przez jednoosobowego dewelopera Steelkrill Studio, została doceniona przez recenzentów za wizualizacje found footage i ograniczony system zapisywania.